# Delta-Pavoniden
Die Delta-Pavoniden sind ein von der südlichen Hemisphäre beobachtbarer Meteorstrom, der während seines Aktivitätszeitraum vom 11. März bis zum 16. April am besten vor der Morgendämmerung beobachtbar ist, da sich sein Radiant hoch über dem Horizont befindet. Der Radiant befindet sich im Sternbild Pfau, in der Nähe vom Stern δ Pavonis. 
Die Delta-Pavoniden besitzen eine ZHR von 5 Meteoren pro Stunde. Etwa 13 % dieser Meteore hinterlassen eine Nachleuchtspur am Himmel.